# Umeälvens delta
Umeälvens delta este o arie protejată (arie specială de conservare — SAC, sit de importanță comunitară — SCI) din Suedia întinsă pe o suprafață de 2.005,7 ha, integral pe uscat.

## Localizare
Centrul sitului Umeälvens delta este situat la coordonatele 63°44′09″N 20°19′55″E / 63.7357°N 20.332°E.

## Înființare
Situl Umeälvens delta a fost declarat sit de importanță comunitară în iunie 2002 pentru a proteja 1 specie de plante. Situl a fost protejat și ca arie specială de conservare în martie 2011.

## Biodiversitate
Situată în ecoregiunile boreală și marină baltică, aria protejată conține 8 habitate naturale: Taiga vestică, Pajiști cu Molinia pe soluri calcaroase, turboase sau argilos-nămoloase (Molinion caeruleae), Litoraluri nisipoase din Baltica boreală cu vegetație perenă, Terase mlăștinoase și terase nisipoase neacoperite de apă la reflux, Mlaștini turboase de tranziție și turbării mișcătoare, Estuare, Păduri aluvionare cu Alnus glutinosa și Fraxinus excelsior (Alno-Padion, Alnion incanae, Salicion albae), Păduri naturale în etape succesive primare ale suprafețelor emergente de coastă.
La baza desemnării sitului se află o specie protejată de  plante: Persicaria foliosa.